# Nederlandse Spoorwegen

NS (Nederlandse Spoorwegen) este o societate feroviară de transport călători din Țările de Jos.
1. ↑  Q123294566, accesat în 1 martie 2024
2. ↑  RKDartists, accesat în 1 martie 2024
3. ↑   https://www.lobbyfacts.eu/datacard/nederlandse-spoorwegen?rid=525441739605-60 Lipsește sau este vid: |title= (ajutor)
4. ↑   https://www.railjournal.com/policy/wouter-koolmees-is-new-ns-ceo/, accesat în 11 octombrie 2022 Lipsește sau este vid: |title= (ajutor)